# Heliocontia perstructana
Heliocontia perstructana là một loài bướm đêm trong họ Noctuidae.